# Ołeksandr Abramenko
Ołeksandr Wołodymyrowycz Abramenko (ukr. Олександр Володимирович Абраменко; ur. 4 maja 1988 w Perwomajskim) – ukraiński narciarz dowolny, specjalizujący się w skokach akrobatycznych. Zdobywca Małej Kryształowej Kuli za zwycięstwo w klasyfikacji skoków akrobatycznych sezonu 2015/2016 Pucharu Świata, srebrny medalista mistrzostw świata juniorów w Krasnoje Oziero, złoty medalista olimpijski z igrzysk w Pjongczangu, wicemistrz świata.

## Kariera
Pierwszym ważnym sportowym wydarzeniem, na którym wystąpił były odbywające się 6 lutego 2004 roku w Fortress Mountain zawody Pucharu Północnoamerykańskiego (Nor-Am Cup) – zajął na nich 4. miejsce. Do końca 2004 roku zaliczył jeszcze dwa występy w Pucharze Europy i jeden w zawodach FIS. W 2005 roku wziął udział w mistrzostwach świata w Ruce, na których zajął 25. miejsce.
8 stycznia 2006 roku miał miejsce jego debiut w Pucharze Świata, kiedy to na rozgrywanych w Mont Gabriel zawodach sezonu 2005/2006 zajął 18. miejsce. W tym samym roku wziął udział w igrzyskach olimpijskich w Turynie, na których zajął 27. miejsce oraz w mistrzostwach świata juniorów w Krasnoje Oziero, na których wywalczył srebrny medal, przegrywając z Białorusinem Maksimem Huscikiem i wyprzedzając Rosjanina Antona Sannikowa.
Kolejne lata to dla Ołeksandra Abramenki głównie starty w Pucharze Świata oraz dwa występy na mistrzostwach świata: w 2007 roku w Madonna di Campiglio (14. miejsce) i w 2009 roku w Inawashiro (5. miejsce). W 2010 roku wystąpił na igrzyskach olimpijskich w Vancouver, w których zajął 24. miejsce. Następnie kontynuował starty w Pucharze Europy (w 2011 roku odniósł w nim dwa zwycięstwa), Pucharze Świata i Pucharze Północnoamerykańskim. W 2011 roku wziął udział w mistrzostwach świata w Deer Valley, na których był siódmy. Rok później zaliczył pierwsze podium w Pucharze Świata, kiedy to podczas rozgrywanych 25 lutego w Mińsku zawodach sezonu 2011/2012 zajął 2. miejsce, przegrywając ze swoim rodakiem Stanisławem Krawczukiem i pokonując Szwajcara Thomasa Lamberta. W 2013 roku na mistrzostwach świata w Voss zajął 6. miejsce. Wynik ten powtórzył na organizowanych w 2014 roku igrzyskach olimpijskich w Soczi.
1 marca 2015 roku, na rozgrywanych w Mińsku zawodach sezonu 2014/2015 odniósł pierwsze zwycięstwo w Pucharze Świata, pokonując Amerykanina Maca Bohonnona i swojego rodaka Dzianisa Osipaua; w tym samym roku zajął również 10. miejsce na mistrzostwach świata w Kreischbergu. W następnym roku zdobył Małą Kryształową Kulę za zwycięstwo w klasyfikacji skoków akrobatycznych sezonu 2015/2016 Pucharu Świata, wyprzedzając Maksima Huscika i Rosjanina Piotra Miedulicza.
W 2018 roku, na igrzyskach olimpijskich w Pjongczangu zdobył złoty medal pokonując Chińczyka Jia Zongyanga i reprezentanta Sportowców olimpijskich z Rosji Ilję Burowa. Został tym samym pierwszym Ukraińcem, który zdobył dla swojego kraju medal olimpijski w narciarstwie dowolnym. Rok później, na mistrzostwach świata w Deer Valley wywalczył srebrny medal ulegając jedynie Rosjaninowi Maksimowi Burowowi.

## Osiągnięcia

### Igrzyska olimpijskie
| Miejsce | Dzień     | Rok  | Miejscowość | Konkurencja        | Zwycięzca        |
| ------- | --------- | ---- | ----------- | ------------------ | ---------------- |
| 27.     | 23 lutego | 2006 | Turyn       | Skoki akrobatyczne | Han Xiaopeng     |
| 24.     | 25 lutego | 2010 | Vancouver   | Skoki akrobatyczne | Alaksiej Hryszyn |
| 6.      | 17 lutego | 2014 | Soczi       | Skoki akrobatyczne | Anton Kusznir    |
| 1.      | 16 lutego | 2018 | Pjongczang  | Skoki akrobatyczne | –                |
| srebro  | 16 lutego | 2022 | Pekin       | Skoki akrobatyczne | Qi Guangpu       |

### Mistrzostwa świata
| Miejsce | Dzień       | Rok  | Miejscowość          | Konkurencja                  | Zwycięzca                     |
| ------- | ----------- | ---- | -------------------- | ---------------------------- | ----------------------------- |
| 25.     | 18 marca    | 2005 | Ruka                 | Skoki akrobatyczne           | Steve Omischl                 |
| 14.     | 10 marca    | 2007 | Madonna di Campiglio | Skoki akrobatyczne           | Han Xiaopeng                  |
| 5.      | 4 marca     | 2009 | Inawashiro           | Skoki akrobatyczne           | Ryan St. Onge                 |
| 7.      | 4 lutego    | 2011 | Deer Valley          | Skoki akrobatyczne           | Warren Shouldice              |
| 6.      | 7 marca     | 2013 | Voss                 | Skoki akrobatyczne           | Qi Guangpu                    |
| 10.     | 15 stycznia | 2015 | Kreischberg          | Skoki akrobatyczne           | Qi Guangpu                    |
| 2.      | 6 lutego    | 2019 | Deer Valley          | Skoki akrobatyczne           | Maksim Burow                  |
| 10.     | 10 marca    | 2021 | Ałmaty               | Skoki akrobatyczne           | Maksim Burow                  |
| 5.      | 11 marca    | 2021 | Ałmaty               | Skoki akrobatyczne drużynowo | Rosyjska Federacja Narciarska |

### Mistrzostwa świata juniorów
| Miejsce | Dzień   | Rok  | Miejscowość     | Konkurencja        | Zwycięzca     |
| ------- | ------- | ---- | --------------- | ------------------ | ------------- |
| 2.      | 6 marca | 2006 | Krasnoje Oziero | Skoki akrobatyczne | Maksim Huscik |

### Puchar Świata

#### Miejsca w klasyfikacji generalnej
| Sezon     | Miejsce |
| --------- | ------- |
| 2005/2006 | 177.    |
| 2006/2007 | 74.     |
| 2007/2008 | 48.     |
| 2008/2009 | 28.     |
| 2009/2010 | 84.     |
| 2010/2011 | 20.     |
| 2011/2012 | 20.     |
| 2012/2013 | 38.     |
| 2013/2014 | 41.     |
| 2014/2015 | 21.     |
| 2015/2016 | 1.      |
| 2016/2017 | 5.      |
| 2017/2018 | 31.     |

#### Miejsca na podium w zawodach
| Lp. | Data             | Miejsce     | Konkurencja        | Lokata |
| --- | ---------------- | ----------- | ------------------ | ------ |
| 1.  | 25 lutego 2012   | Mińsk       | Skoki akrobatyczne | 2      |
| 2.  | 17 marca 2012    | Voss        | Skoki akrobatyczne | 3      |
| 3.  | 8 stycznia 2015  | Deer Valley | Skoki akrobatyczne | 2      |
| 4.  | 1 marca 2015     | Mińsk       | Skoki akrobatyczne | 1      |
| 5.  | 20 grudnia 2015  | Pekin       | Skoki akrobatyczne | 3      |
| 6.  | 4 lutego 2016    | Deer Valley | Skoki akrobatyczne | 3      |
| 7.  | 5 lutego 2016    | Deer Valley | Skoki akrobatyczne | 2      |
| 8.  | 19 stycznia 2018 | Lake Placid | Skoki akrobatyczne | 2      |

## Odznaczenia
- Order „Za zasługi” III stopnia - Ukraina, 28 lutego 2018[13]